# Notre-Dame de Tronoën

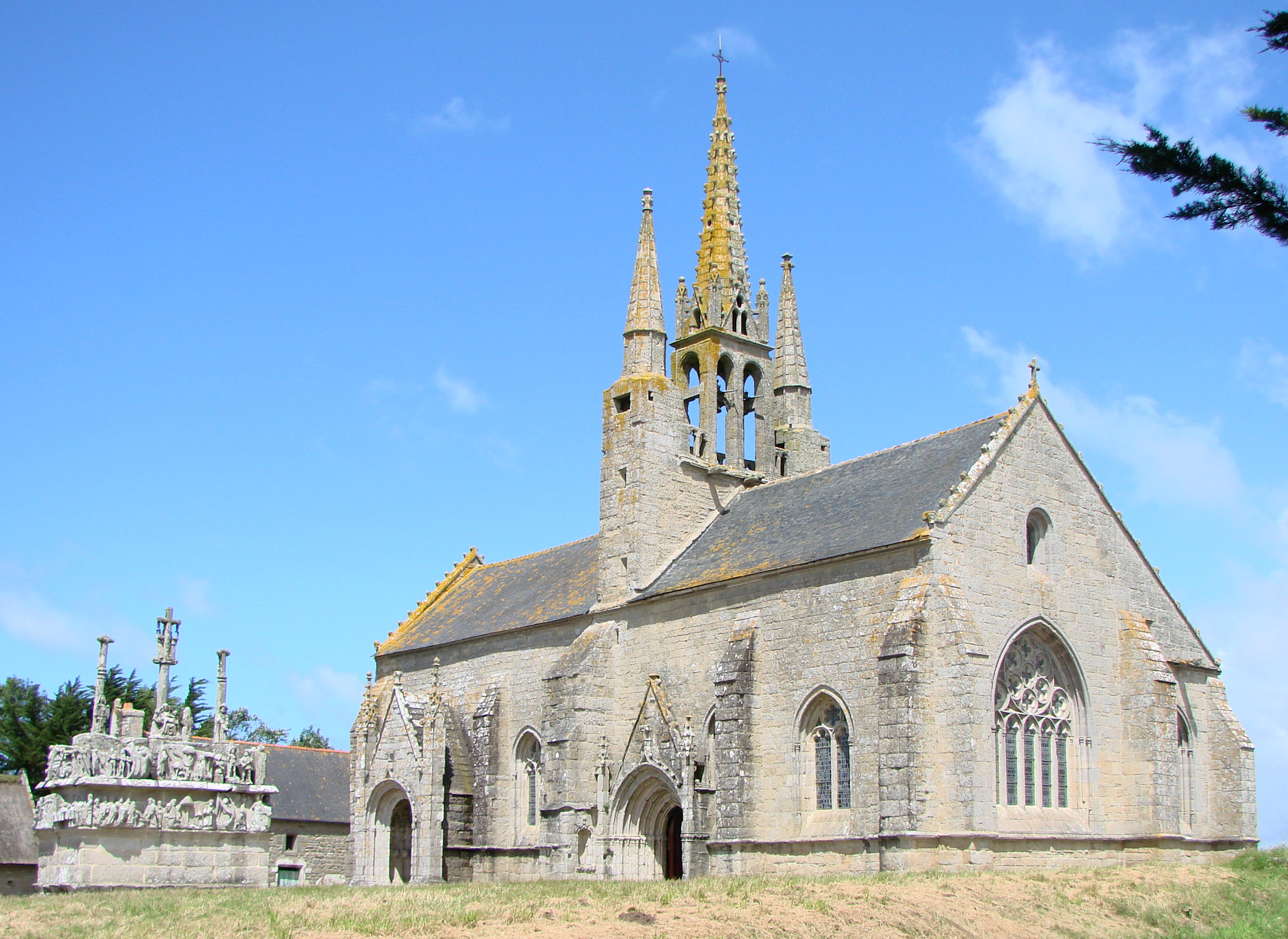
Kirche Notre-Dame de Tronoën mit Kalvarienberg

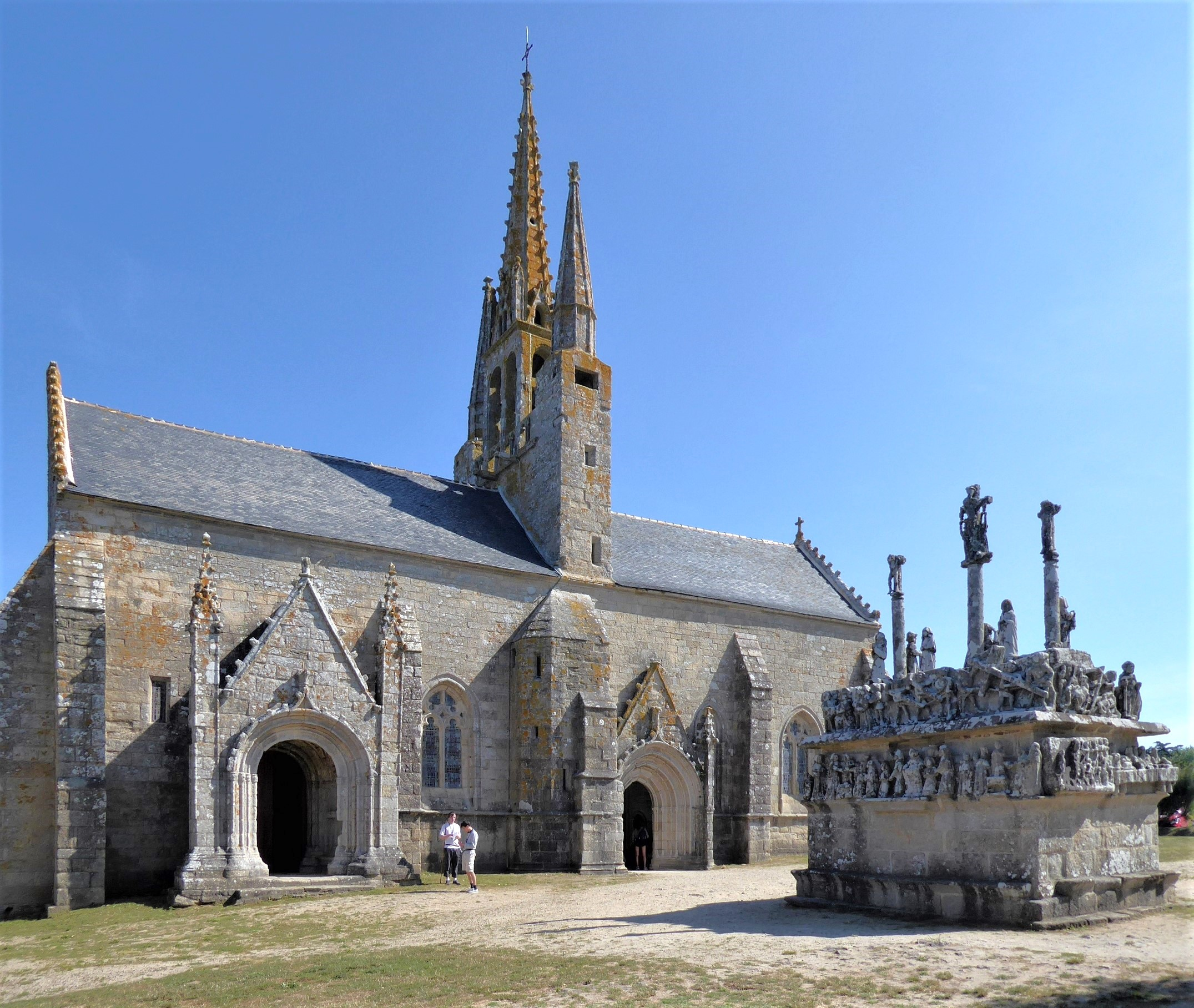
Notre-Dame de Tronoën

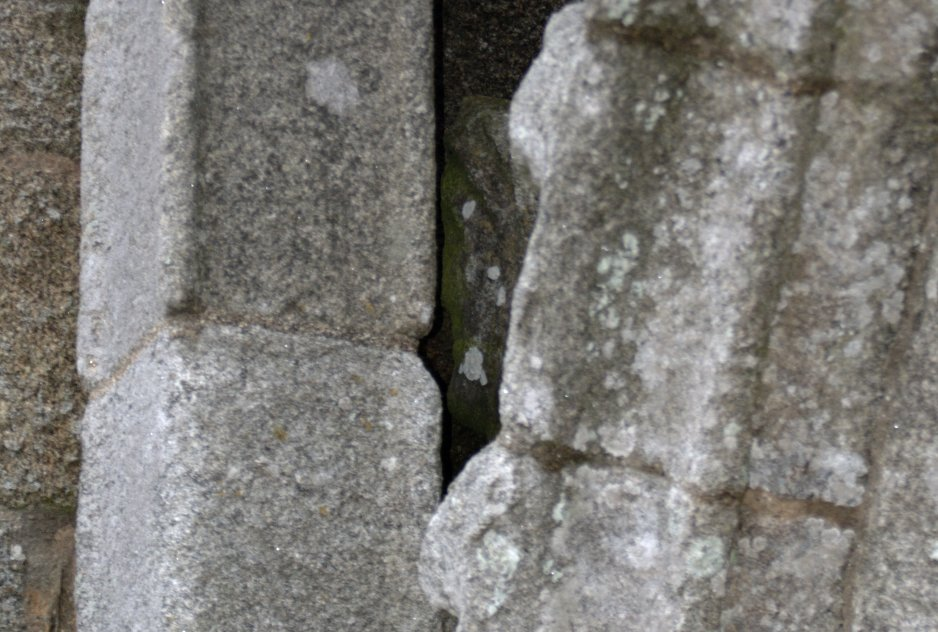
Der Späher im Portal

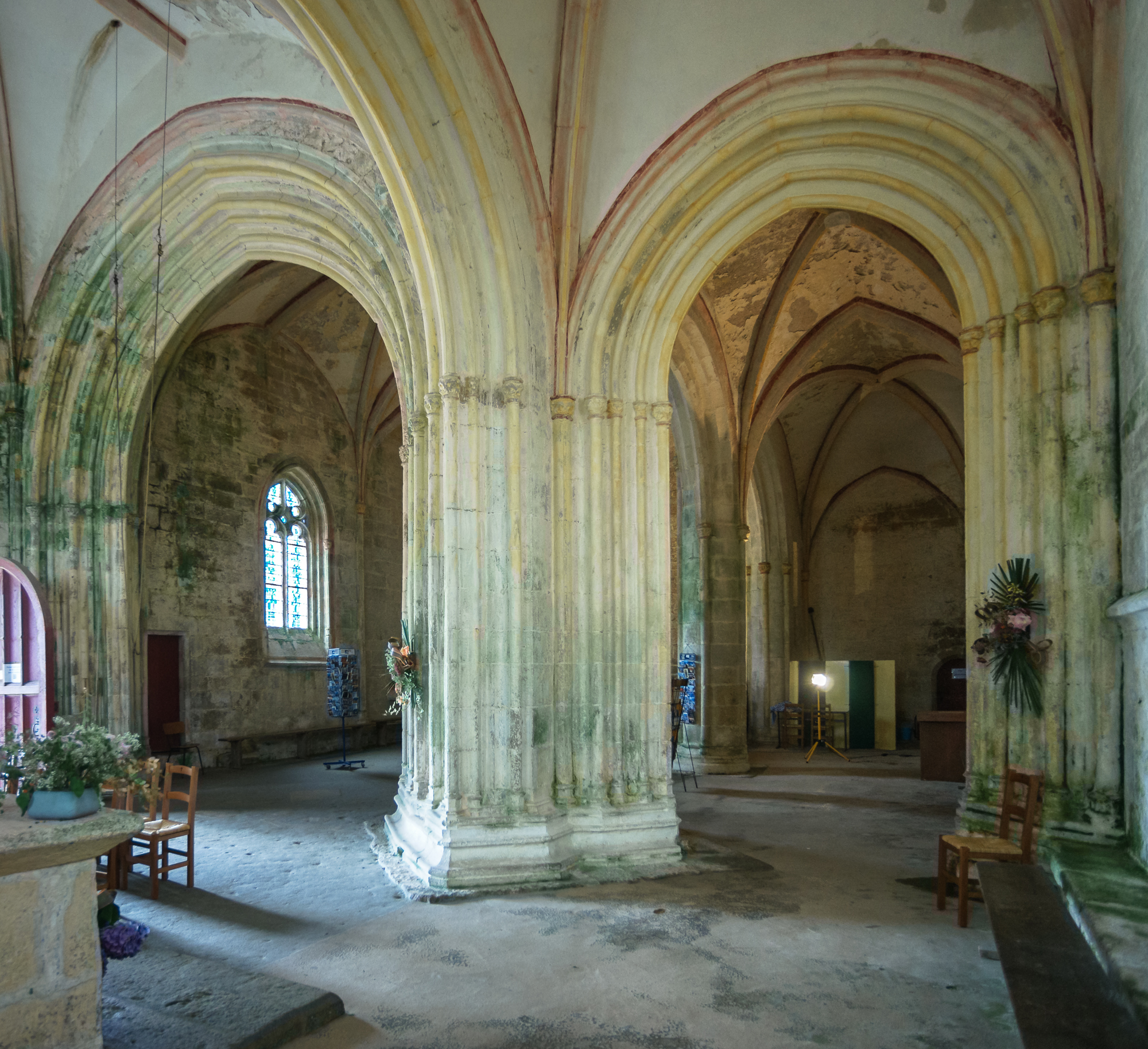
Zentralpfeiler unter dem Kirchturm

Notre-Dame de Tronoën ist eine kleine gotische Kapelle mit dem ältesten Calvaire der Bretagne. Sie ist seit 1907 als Monument historique klassifiziert.
Die Kapelle und der Kalvarienberg gehören zur Pfarrgemeinde Saint-Jean-Trolimon.
Bis zur Französischen Revolution war diese Gemeinde ein Trève, d. h. ein Unterbezirk, der Pfarrgemeinde Beuzec Cap Caval. Der Name Tronoën stammt aus dem Bretonischen und leitet sich von Tro-an-aon, d. h. „an einer Quelle liegender Gemeindeteil“, ab.

## Kapelle Notre-Dame de Tronoën
Sie liegt einsam in einer weiten Dünen- und Heidelandschaft zwischen dem Pointe de la Torche und Saint-Jean-Trolimon, neun Kilometer westlich von Pont-l’Abbé.
Die Entstehungszeit von Kapelle und Kalvarienberg wird auf den Zeitraum 1450 bis 1470 datiert.
Das Innere der Kapelle besteht aus einem sehr breiten Hauptschiff und einem Seitenschiff.
Bemerkenswert sind:
- das gotische Gewölbe aus Stein
- ein prachtvoller Zentralpfeiler zum Unterbau des Kirchturms
- ein mit 5,35 m Länge groß dimensionierter Altar

Die aktuellen Fenster der Kapelle stammen aus dem Jahr 1990. Sie erinnern in ihrer Gestaltung daran, dass die Kapelle der Notre Dame des Douleurs („Maria der Schmerzen“) gewidmet ist. Außerdem greifen sie in ihrer Farbgebung das blaue Meer und die gelben Dünen auf.
In der Kapelle wird jedes Jahr am dritten Sonntag im September das Wallfahrtsfest Pardon de Notre Dame de Tronoën gefeiert. Seit dem Jahr 2012 ist es der Fürbitte für die Wassersportler (Surfer, Bodyboarder etc.) gewidmet.
Im romanisch geprägten Portal ist eine Männerfigur verborgen, die aus einem Spalt herauszuschauen scheint – der Späher.
Die Kapelle wird aktuell (Juli 2024) in mehreren Bauabschnitten renoviert: die Reinigung der Fassade hat stattgefunden, die Renovierung des Innenraums beginnt im September 2024.

## Kalvarienberg
Der Kalvarienberg besteht aus einem quaderförmigen Bau mit einer Länge von 4,50 Meter und einer Breite von 3,50 Meter, der auf der Südseite mit Granit aus Scaër und auf der Nordseite mit Granit aus Kersanton verkleidet ist. Die Südseite ist stärker verwittert und mit Flechten besetzt.
Auf den Sockel stehen die drei Kreuze von Golgatha, auf deren Rückseite sind Einzelstatuen herausgearbeitet:
- Schweißtuch der Veronika
- Pietà
- ein stehender Jakobus als Pilger im langen Gewand mit Stab und Hut

Den Sockel umziehen zwei Friese mit Darstellungen von Geschehnissen aus dem Neuen Testament.
Aufgrund der Verwitterung sind einzelne Szenen kaum zu erkennen und werden unterschiedlich interpretiert.
Der obere Fries zeigt unter anderem
- Jesus als Gärtner im Ölberg,
- die Geißelung Christi
- das Abendmahl

Der untere Fries mit kleineren Figuren, der einem anderen Künstler zugeschrieben wird, zeigt
- Geburtsszene mit Maria mit nackter Brust mit einem Jesus als Weltkönig und nicht als Säugling dargestellt
- Die Heiligen drei Könige
- Verkündigung Mariens
- Kreuztragung Christi

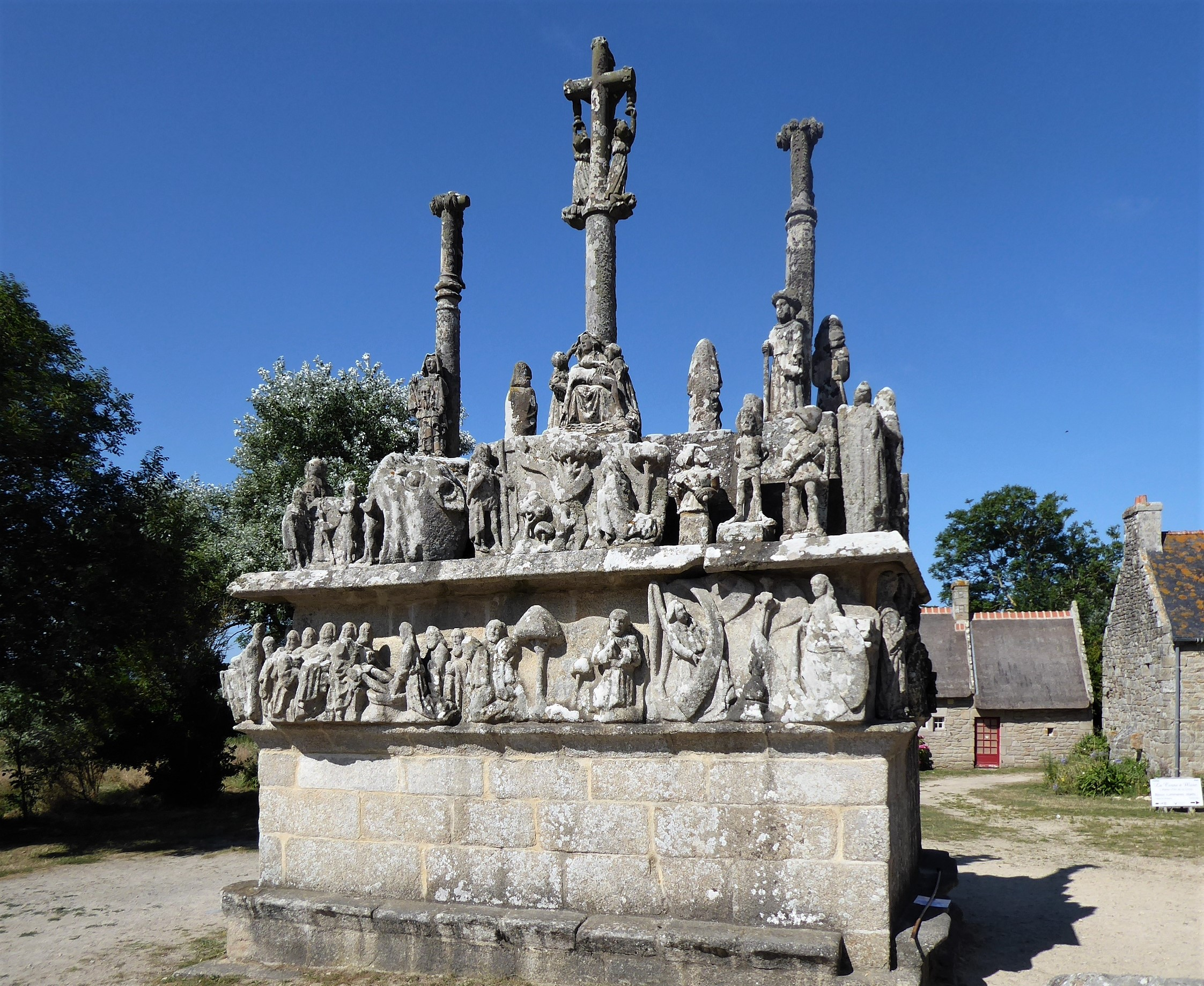
Ostseite
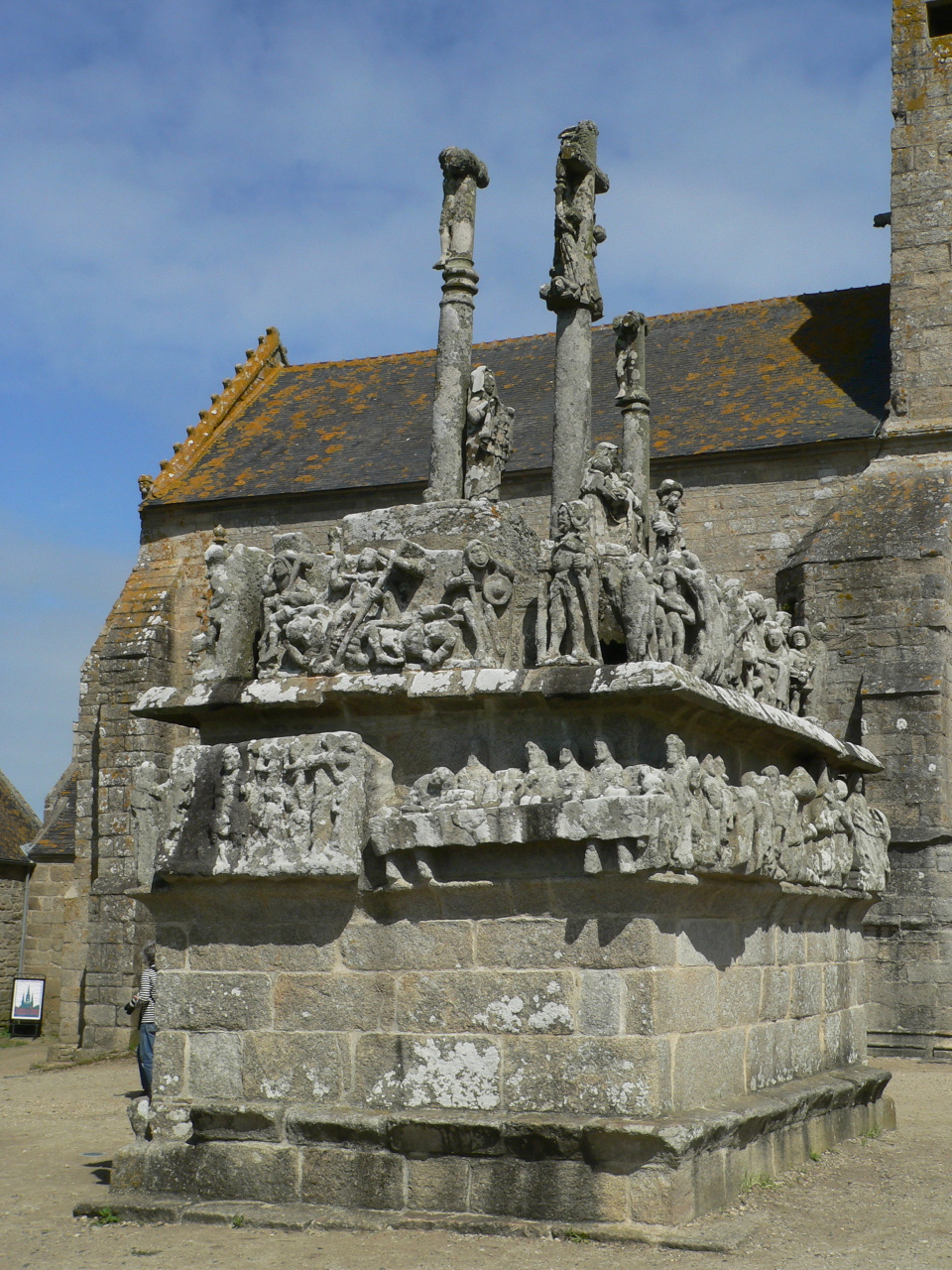
Südseite
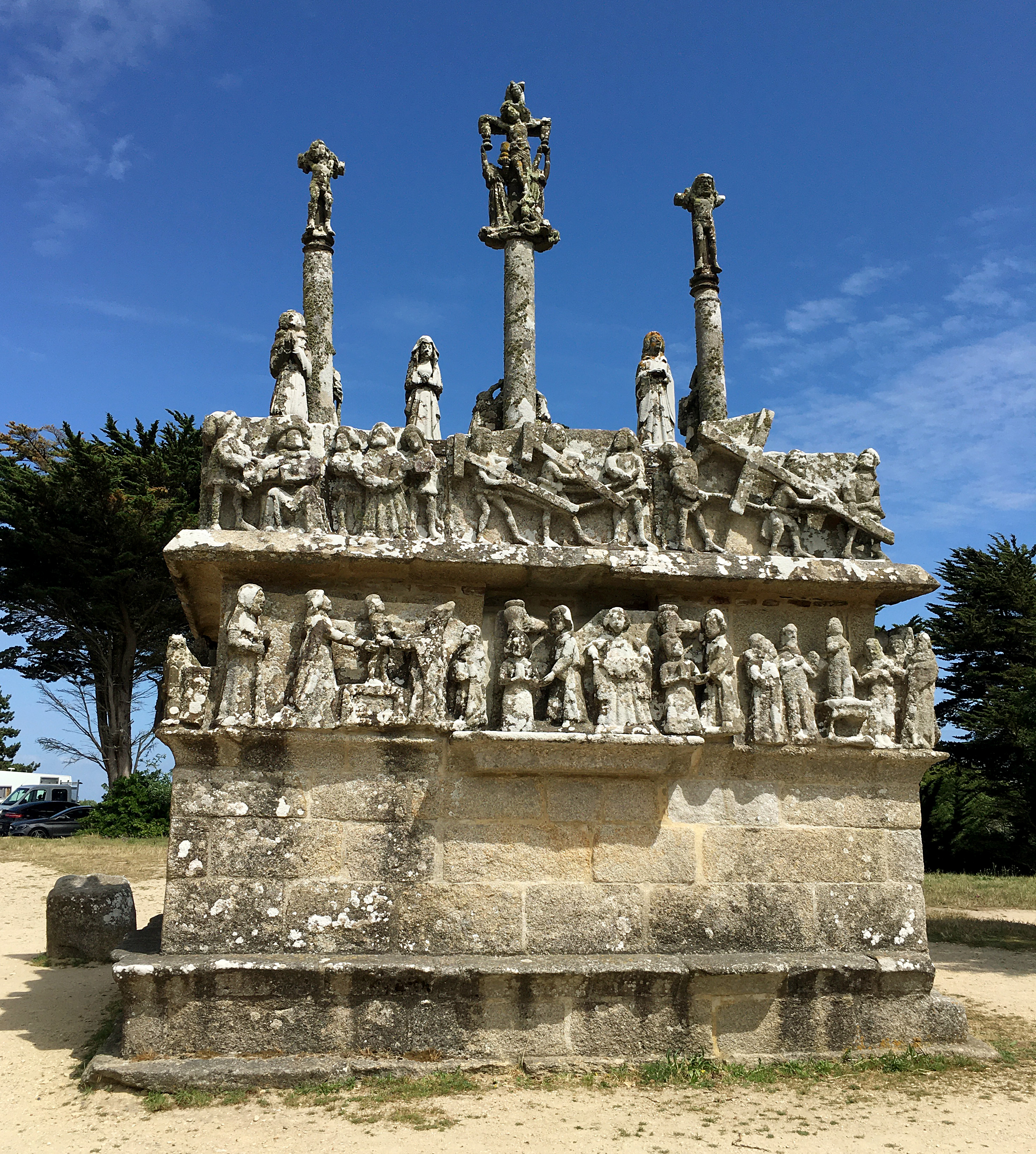
Westseite
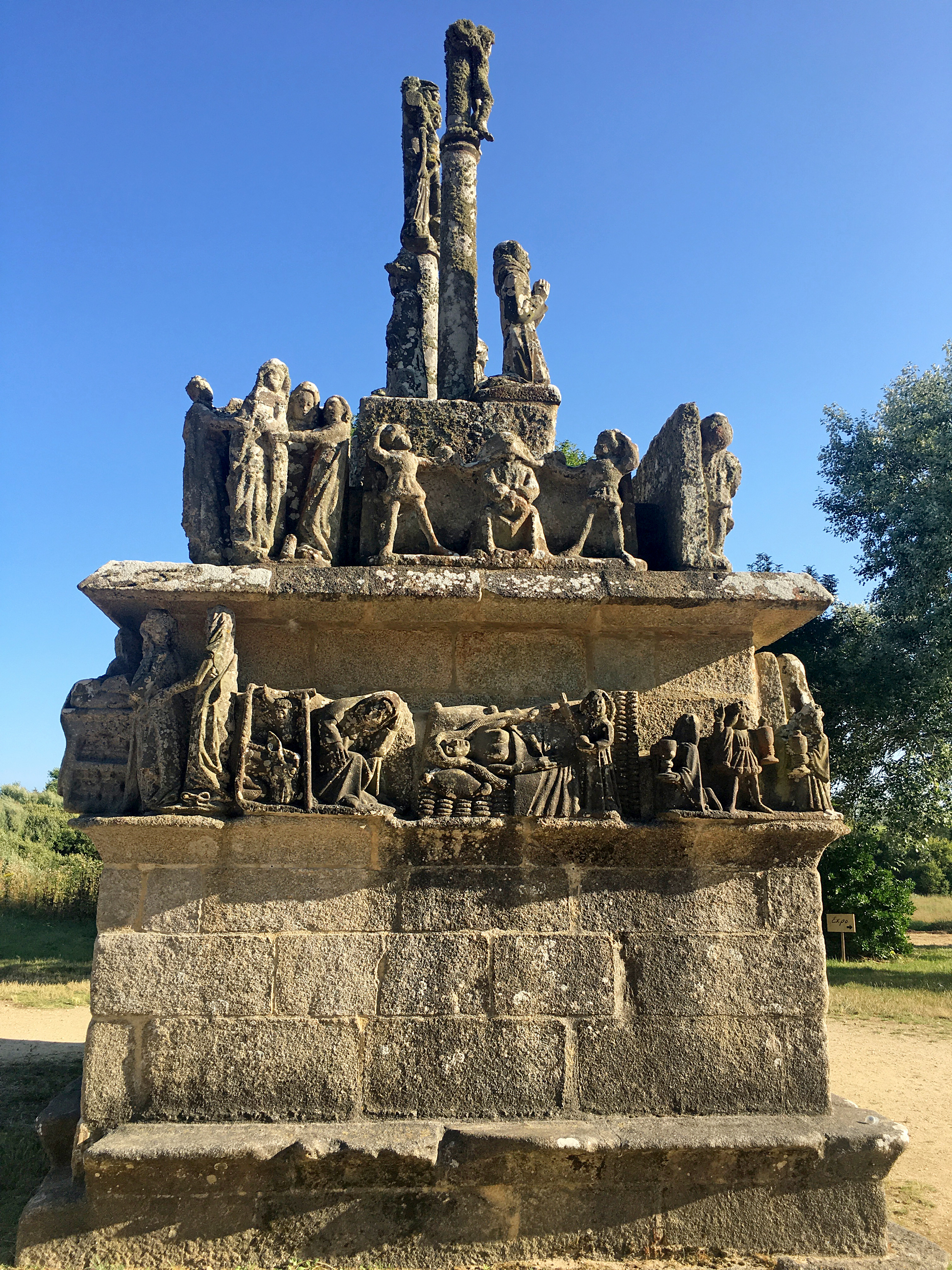
Nordseite
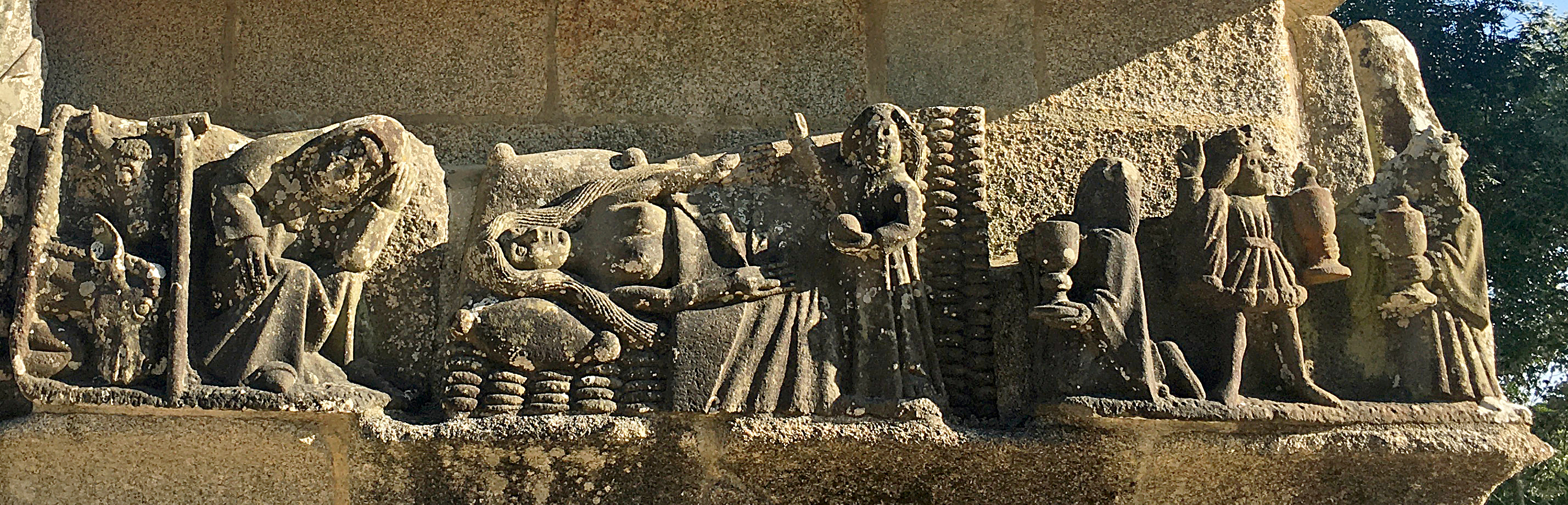
Geburt Jesu
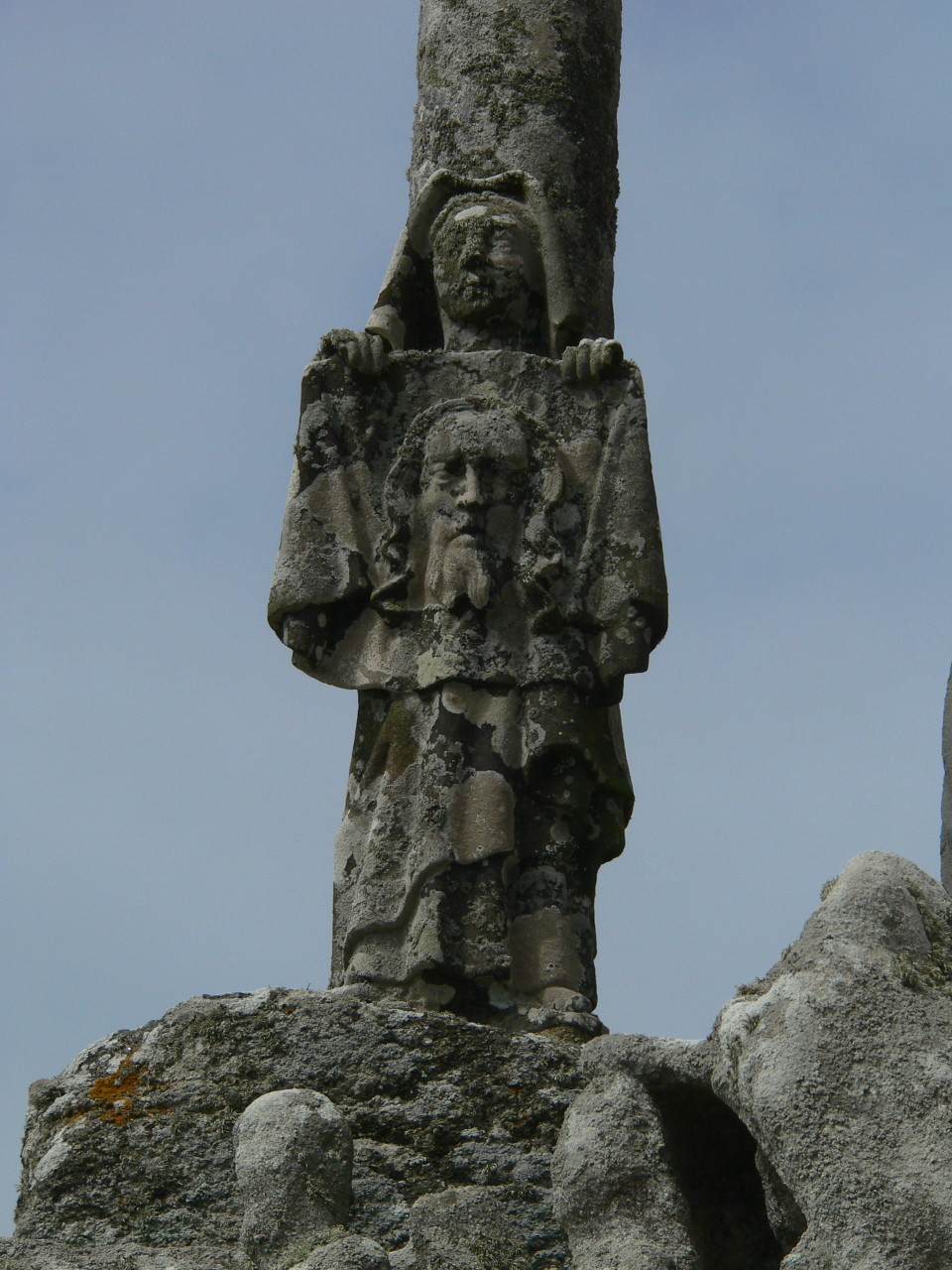
Schweißtuch der Veronika